# 차이브
차이브(영어: chive)는 부추속의 여러해살이 풀로, 아시아, 유럽, 북아메리카에서 자생한다. 골파라 부르기도 한다.

## 생김새
키가 작고 잎이 가늘며, 꽃은 산형화로서 촘촘하며 분홍색에서 연분홍색으로 파 꽃과 흡사하다.

## 쓰임새
주로 유럽의 요리, 프랑스나 이탈리아, 스웨덴 요리에 많이 사용되며 북유럽과 독일, 미국등지에서 대량재배되고 있다. 생선이나 고기 요리에 주로 이용되며 잘게 썰어서 말리거나 냉장보관하여 두었다가 이용하며 요리에는 주로 생잎을 이용한다.
잘게 썰어서 요리의 풍미를 더하는데 이용한다. 꽃은 절화로도 이용되며 관상용으로 인기가 있다. 수확은 20cm가량 성장하면 줄기 하단을 베어 수확하며 여러번 수확할 수 있다. 백합과 알리움(Allium)속에 속하며 비슷한 품종으로 마늘과 쪽파를 들 수 있다. 주로 씨로 번식하나 구근으로 번식하기도 한다.
차이브에서 추출한 아로마 오일의 성분에는 유황성분이 있어 독특한 향미를 내며 식욕을 증진시켜준다. 차이브에서 추출한 엣센셜오일은 식욕증진, 강장효과, 혈압강하, 살균, 방부 효과가 있다고 한다.
감자, 치즈, 요구르트 등과 맛이 잘 어우러지며 양파와 비슷한 향이 나서 잘게 썰어 수프에 넣거나 소스의 향을 내는 데 쓰인다. 고기 요리나 생선요리의 향신료로 자주 쓰이며 우리나라 부추와 비슷한 모양이다.

## 같이 보기
- 구슬양파
- 부추
- 양파
- 파
- 파